# Olimpia Melinte
Olimpia Melinte (n. 7 noiembrie 1987, Iași, România) este o actriță română de teatru, televiziune, voce și film.

## Cariera artistică
Olimpia Melinte a urmat cursurile Colegiului Național de Artă "Octav Bancilă" din Iași, unde a debutat în rolul Wendla din "Deșteptarea primăverii" de Frank Wedekind, sub îndrumarea actorului Nicolae Ionescu. Acest rol i-a adus și premiul "Cea mai bună Actriță" în cadrul "Olimpiadei Naționale de Artă Teatrală", Timișoara 2005. 
A absolvit apoi Facultatea de Arte "George Enescu" din Iași, secția artă dramatică, sub îndrumarea actorului Emil Coșeru Arhivat în 22 februarie 2014, la Wayback Machine..
Olimpia Melinte a debutat în lungmetraj cu filmul „Cele ce plutesc” în regia lui Mircea Daneliuc  , în 2009. Rolul interpretat în acest film  i-a adus două nominalizări Arhivat în 21 februarie 2014, la Wayback Machine. la Galele GOPO 2010 Arhivat în 22 februarie 2014, la Wayback Machine., pentru „Cea mai bună actriță în rol principal” cât și pentru Premiul "Tânără Speranță". A urmat întâlnirea cu regizoarea Luiza Pârvu  și rolul  din scurt metrajul „Draft 7”, răsplătit cu premii Arhivat în 22 februarie 2014, la Wayback Machine. atât în țară cât și în străinătate. Cu Luiza Pârvu a mai colaborat pentru filmele „My Baby” (2012) și „Start Anew World” (2014).
Prima întâlnire cu televiziunea a avut loc în 2010 - în calitate de prezentator el emisiunii VIDEOTERAPIA , alături de Marius Bodochi.
În 2011 a fost aleasă din 250 de actrițe pentru a interpreta rolul Luminiței din filmul "Sette opere di misericordia"/"Seven Acts of Mercy" în regia lui Massimiliano și Gianluca de Serio. Filmul Arhivat în 2 noiembrie 2013, la Wayback Machine. a obținut numeroase premii la festivalurile internaționale de film din lume ca Locarno, Annecy, Vilerupt sau Marrakech.
În toamna anului 2013, Olimpia Melinte s-a făcut remarcată Arhivat în 21 februarie 2014, la Wayback Machine. la Festivalurile Internaționale de Film de la Toronto ,   San Sebastian și Torino  pentru dublul rol jucat în filmul Canibal (r. Manuel Martin Cuenca), co-produs de Tudor Giurgiu (Libra Film), care va putea fi văzut în luna iunie 2014 și pe marile ecrane din România - distribuit de Transilvania Film.
Olimpia Melinte  a fost nominalizată pentru prestația sa din „Canibal” la  la categoria „Mejor actriz revelación”, precum și la Premiile C.E.C -  "Medallas del Círculo de Escritores Cinematográficos"  și la Gala  ”Premios Unión de Actores y Actrices” la aceeași categorie. Este prima româncă nominalizată la aceste prestigioase premii în Spania.
Olimpia Melinte  va apărea în 2014 pe ecrane în comedia „Selfie” și în filmul de dragoste „Planșa Arhivat în 31 decembrie 2014, la Wayback Machine.”, nominalizat la Festivalul Internațional al Filmului de Dragoste de la Mons, Belgia , iar în toamnă în cel mai recent film al lui Dan Chișu, „București Non-stop”.
La începutul anului 2022 Olimpia Melinte a lansat prima sa carte pentru copii: Serion Pantalon în Țara Amintirilor.

## Filme
- Pisi Pisi Pam Pam (2008) [18]
- Cele ce plutesc (2009)
- Draft 7 (2010)
- Sette opere di misericordia (2011)
- Canibal (2013)
- Planșa (2013)
- #Selfie (2014)
- Proiecte de trecut (2014)
- O lume nouă (2014)
- București NonStop (2015)
- Cel Ales (2015)
- #Selfie 69 (2016)
- Vlad (2019)
- Iubirea și Dragostea (2022, viitoare)
- Băieți Deștepți (2023)

## Dublaje
- Disney Channel
- Sunt în formație - Lana
- Totul pentru dans - Rocky Blue
- Baftă Charlie - Teddy Duncan
- Lemonade Mouth - Olivia White
- Magicienii din Waverly Place - Julieta Van Heusen
- O viață minunată pe punte - Maddie Fitzpatrick
- Prieteni și Adversari - Halley Brandon
- K.C. sub acoperire - K.C. Cooper

## Legături externe
- Olimpia Melinte la Internet Movie Database
- CINEMAGIA.RO despre SEVEN ACTS OF MERCY
- Getty Images Red Carpet Goya 2014
- Olimpia Melinte: "Quería contar al mundo que el malo absoluto se puede enamorar", El Imparcial, 2014
- Omul zilei: Olimpia Melinte, 16 iunie 2011, Jurnalul Național
- "Interviu cu Olimpia Melinte: “Cam tot ce am făcut până acum m-a costat, m-a ajutat și m-a întărit Arhivat în 21 februarie 2014, la Wayback Machine.", cinemarx.ro, 2013
- ACTORII DIN GENERAȚIA MEA SUNT MAI PREGĂTIȚI DECÂT MULȚI ACTORI DIN AFARĂ[nefuncțională – arhivă]
, LA REVISTA, 2014
- Olimpia Melinte, la gran revelación de los premios Goya viene del Este,DIVINITY. ES, 2014
- Ieșeanca Olimpia Melinte, apariție de senzație la Gala Premiilor Goya, "Oscarurile cinematografiei din Spania"[nefuncțională]
, ADEVARUL, 2014
- TABU.RO, 2013
- Olimpia Melinte, roluri, 2013
- FOTO GALERIE, ZIMBIO
- CASTING DATABASE Arhivat în 22 februarie 2014, la Wayback Machine., GERMANY, 2013
- Olimpia Melinte: "Manolo me dijo: 'No te preocupes. No voy a desnudarte para algo malo'", El Mundo, 17 octombrie 2013.
- Olimpia Melinte sobre Canibal, Pandora Magazine, octombrie 2013

Interviuri
- Olimpia Melinte - "Traiesc teama permanenta ca asta a fost ultimul film, ca nu voi mai juca niciodata", Dia Radu, Formula AS - anul 2012, numărul 1010
- OLIMPIA MELINTE - "Eu știu că Îngerul meu chiar există", Dia Radu, Formula AS - anul 2014, numărul 1121
- Olimpia Melinte: "Visez să cunosc lumea, să creez și să joc fără frică, fără inhibiții", ELACRACIUN.RO, 2014
- Olimpia Melinte: "Caut personaje cât mai diverse pentru că vreau să mă descopăr prin meseria asta.", CineFAN.ro, 18 Noiembrie 2022